# Комаровка (Ичнянский район)
Комаровка (укр. Комарівка) — село,
Бакаевский сельский совет,
Ичнянский район,
Черниговская область,
Украина.
Код КОАТУУ — 7421780802. Население по переписи 2001 года составляло 79 человек .

## Географическое положение
Село Комаровка находится у истоков реки Вьюница,
на расстоянии в 1 км от сёл Калиновка и Кравчиха Нежинского района.

## История
- 1600 год — дата основания.